# San Basilio (Córdoba)
San Basilio es una localidad situada en el departamento Río Cuarto, provincia de Córdoba, Argentina, a 55 km de la ciudad de Río Cuarto.
Se encuentra situada sobre la ruta provincial E86. La fiesta patronal es el día 14 de junio.
La principal actividad económica es la agricultura y la ganadería. Existe en la localidad una importante fábrica de producción de lácteos, criaderos avícolas, y un sinnúmero de establecimientos agrícolas de todo tipo.
Cuenta con todos los servicios para una óptima calidad de vida: agua potable, luz eléctrica, red de gas natural, cloacas, servicio de telefonía e Internet y pavimento en la mayoría de sus arterias.

## Historia
San Basilio, fue creado el 23 de agosto de 1928 (96 años) gracias al avance de la empresa de ferrocarriles de Buenos Aires al Pacífico (luego Ferrocarril Gral. San Martín, la cual llevaba adelante la construcción del ramal de Laboulaye a Sampacho. Este tramo debía atravesar los campos pertenecientes a la Estancia Santa Catalina, por lo que la empresa compró el lugar donde hoy se encuentra la zona de San Basilio al que se designó con el nombre de Colonia Orcoví. En 1934 recibió un enorme cimbronazo de grado 6,0 Richter del terremoto de Sampacho de 1934.
Su denominación actual se debe a una sugerencia realizada a la empresa por Adelia María Harilaos de Olmos, primera propietaria de estas tierras, ya que el nombre recibido en primera instancia fue el de km 133, tal como figura en los avisos de venta de loteos de la revista del B.A.P.
Desde ese momento comienzan a llegar inmigrantes italianos, abocados en su mayoría a tareas rurales y españoles y árabes quienes se dedicaron en general al comercio. Todos ellos y sus familias formaron las bases de lo que es hoy esta localidad. Entre sus primeros habitantes podemos mencionar a Bautista Grasso (italiano) y José Balán (español).
La fe religiosa y la educación fueron de vital importancia para los habitantes de estas tierras, inaugurándose en 1932 la escuela primaria y en 1936 la primera capilla.
La inclinación por las manifestaciones artísticas estuvo presente de manera temprana, ya que en 1934 surge el cuadro filodramático Belisario Roldán y en 1935 el cuadro Filodramático Sarmiento, ambos cuadros teatrales interpretaron numerosas obras.

## Geografía

### Población
Cuenta con 3938 habitantes (Indec, 2022), lo que representa un incremento del 20% frente a los 3160 habitantes (Indec, 2010) del censo anterior.
| Gráfica de evolución demográfica de San Basilio entre 1991 y 2022 |
|                                                                   |
| Fuente: Censos nacionales del INDEC                               |

### Sismicidad
La sismicidad de la región de Córdoba es frecuente y de intensidad baja, y un silencio sísmico de terremotos medios a graves cada 30 años en áreas aleatorias.

### Terremoto de Sampacho de 1934
Esa localidad, y las circundantes como San Basilio (zona aparentemente no sísmica: ¡al no poseerse en lo más mínimo de rastros de la "historia oficial sísmica" de los últimos años de actividad, resultando toda la Argentina sísmica"!), fueron parcialmente destruidas el 11 de junio de 1934 (90 años), por el sismo local de Sampacho que afortunadamente no arrojó víctimas fatales. Pero al impacto físico se sumó la conmoción psicológica, por el desconocimiento más absoluto de la repetición de estos fenómenos naturales históricos.

## Fiesta Nacional de la Alfalfa
En este pueblo unos 4000 habitantes esperan, como todos los años, que llegue la tarde del 17 de marzo. Entonces, vestidos de gala, se prepararán para vivir un festejo que desde hace décadas los convoca: la Fiesta Nacional de la Alfalfa.
La tradición se remonta a 45 años atrás, cuando en plena cuenca lechera del sur de la provincia, un grupo de productores decidió dedicar un día a celebrar la producción del cultivo de mayor extensión en la zona.
Entonces la alfalfa dejó de ser sólo la materia prima con que alimentaban su rodeo lechero para transformarse en el motivo de una fiesta que los daría a conocer en el país.
La fiesta local es la oportunidad para conocer a las chicas más lindas, que se pasean por el escenario con voluptuosos vestidos y la ilusión de ser elegidas la Reina Nacional de la Alfalfa. La que tenga el privilegio, asumirá desde esa noche la tarea de representar a su pueblo y a su fiesta en diversidad de actos públicos. Así, con su visita a escenarios pueblerinos del norte y del sur del país, San Basilio es descubierto por otros vecinos que empiezan a sentirse próximos por la hospitalidad ofrecida.

### Historia
Debido a la inquietud de algunos pobladores que a su vez eran simpatizantes del C. A. SAN BASILIO, y por el motivo de existir una excelente producción alfalfera en la zona, se comenzó en el ano 1961 con la Fiesta Zonal de la Alfalfa, realizando actos deportivos, culturales y recreativos, siempre al amparo de comercios locales y en las instalaciones de esta entidad, continuándose en los primeros meses de cada año en coincidencia con la finalización de cada cosecha. Con el paso del tiempo fue tomando mayor realce este festejo, premiando la actividad tesonera del hombre de campo, productor de semillas de alfalfa y pregonando la extensión de este cultivo, lográndose conocer a través de exhaustivos análisis que los rindes de semillas y su cantidad son destacables, y su aprovechamiento en la alimentación del ganado es muy importante.
El incremento de la superficie sembrada comprometía a esta institución a elevar el nivel del festejo, lográndose luego de cumplir una serie de requisitos, gubernamentales, la celebración de la Primera Fiesta Nacional de la Alfalfa en el año 1978. Motivados por tan importante logro, continua realizándose el festejo anual de carácter nacional, con diversas actividades durante la semana, destacándose las enseñanzas al productor, de nuevas técnicas para el mejoramiento del cultivo de la ALFALFA.

## Club Atlético San Basilio

### Historia
El 7 de mayo de 1936 se reunieron en el local de los señores Sola y Sacheto los señores Miguel Zamarbide, Salvador Giralde, Gelindo Stecco, José Viola, José Palacios, Juan Bono, José Pacho, Ricardo Sánchez Jorge Aimaretti, Alfredo Vélez, Silvio Bergonzi, Celestino Rossi, Mahmud Ossman, Román Muñio, Fernando Bossi, Antonio Fungo, Carlos Bono Miguel Araico, Antonio Bono, Serafín Grasso, José Gómez, Tomas Depetris, Victorino López, Santiago Palacios y Ramón Sachetto.
El 1 de mayo de 1938 se reúnen los señores Ramón García Piudo, Cipriano Dubois, Mario Sgarbi, Miguel Zamarbide, Héctor Garnero, Arnaldo Garnero, Antonio Bono, José Pacho, Ricardo Sánchez, Juan Bono, Miguel Pellegrino, Harold Lambe, Pedro Depetris, Henry Grasso, Eduardo Mottino, Leonidas Brigas, Benedo Pallero, Victorino López, Antonio Fungo, Ángel Palacios, Fernando Bossi, Miguel Araico, Adolfo Spinetta, Ramón Vélez para cambiar el nombre de la institución. Entre los presentes hay tres mociones:
- Club Atlético San Basilio
- Fútbol Club San Basilio
- Club Recreativo San Basilio

Luego de un empate de votos entre las ideas 1 y 2 le corresponde al presidente en este año el Dr. Francisco Martín Maine desempatar. El mismo se inclinó por la propuesta 1, por lo tanto queda definitivamente el nombre "Club Atlético San Basilio". Luego se pone en consideración los colores de la institución y se presentaron tres ideas:
- Celeste Con Banda Presidencial Blanca
- Azul y Blanca a Bastones
- Azul Con Puños y Cuellos Blancos

Luego de la votación secreta resulta elegida la moción 1, “Celeste con Banda Presidencial Blanca”
En el año 2013 se vota una subcomisión para un nuevo deporte, el Rugby.

### Instalaciones
El Club Atlético San Basilio nace el 7 de mayo de 1936, cuando un grupo de visionarios pensaba en un lugar físico para charlas y reuniones de amigos; luego de un tiempo el recién formado club se transformó en un espacio necesario e indispensable para la contención social de la localidad
SEDE SOCIAL
CINE TEATRO OPERA
En calle Sarmiento s/n. Con una Sala con capacidad para 516 personas con pantalla gigante y proyector de películas.
COMPLEJO POLIDEPORTIVO
Ubicado en calle Bv. Lorenzo Berardo en un terreno 4 ha
- Quincho c/asador para festejos con capacidad para 70 personas.
- Sector de asadores y quinchos para uso comunitario.
- Cancha de Padle
- Cancha de tenis criollo con piso de suelo cemento.
- Cancha de tenis con piso de polvo de ladrillo.
- Canchas de fútbol infantil (2)
- Cancha de fútbol mayor con tribunas con capacidad para 1500 personas sentadas, iluminación y riego artificial.
- Cancha de Rugby unión.

JUGADORES DESTACADOS
Patricio Berardo (n. 1991).
Nicolás Berardo (n. 1990).

## Parroquias de la Iglesia católica en San Basilio
| Diócesis  | Villa de la Concepción del Río Cuarto |
| --------- | ------------------------------------- |
| Parroquia | San Basilio                           |